# Pull Hitter
Im Baseball ist ein Pull Hitter ein Spieler, der normalerweise den Ball in die Seite des Feldes schlägt, von der aus er schlägt. Zum Beispiel schlägt ein Rechtshänder, der von der linken Seite der Plate schlägt, den Ball in der Regel auf die linke Seite des Feldes, also zur Third Base oder ins Left Field.
Ein Dead Pull Hitter ist ein Spieler, der den Ball immer in die Seite des Feldes schlägt, von der aus er schlägt. Das bedeutet in der Regel, dass so ein Spieler kaum einen Outside Pitch trifft.

## Verlagerung
Wenn ein Pull Hitter mit einem hohen Batting Average an der Plate steht, ist es üblich, dass der Manager der Abwehrmannschaft die als "Shifting" bezeichnete Abwehrtaktik anwendet. Bei dieser bewegen sich ein oder mehrere Infielder und/oder Outfielder auf die Seite des Feldes, auf die der Hitter normalerweise trifft.